# Michale Kyser
Michale Devonta Kyser (Victoria, Texas, 26 de noviembre de 1991) es un baloncestista estadounidense que juega en el Hapoel Holon B.C. de la Ligat ha'Al israelí. Con 2,08 metros de estatura, juega en la posición de ala-pívot.

## Trayectoria deportiva

### Universidad
Jugó cuatro temporadas con los Bulldogs de la Universidad Tecnológica de Luisiana, en las que promedió 6,2 puntos, 5,3 rebotes y 2,6 tapones por partido. Fue incluido en el mejor quinteto defensivo de la Western Athletic Conference en 2013 y de la Conference USA en 2014 y 2015, liderando sendas conferencias en tapones en 2013 y 2014.

#### Estadísticas
| Año     | Equipo         | PJ  | PT  | MPP  | %TC  | %3P  | %TL  | RPP | APP | ROB | TPP | PPP |
| ------- | -------------- | --- | --- | ---- | ---- | ---- | ---- | --- | --- | --- | --- | --- |
| 2011–12 | Louisiana Tech | 33  | 2   | 13.5 | .463 | .000 | .500 | 2.6 | .2  | .4  | 1.8 | 3.7 |
| 2012–13 | Louisiana Tech | 34  | 33  | 19.3 | .479 | .000 | .623 | 5.3 | .6  | .6  | 2.7 | 5.0 |
| 2013–14 | Louisiana Tech | 36  | 34  | 23.3 | .571 | .000 | .500 | 6.6 | .4  | .5  | 3.0 | 7.0 |
| 2014–15 | Louisiana Tech | 36  | 35  | 28.4 | .605 | .000 | .606 | 6.6 | .4  | .6  | 2.8 | 8.6 |
| Total   |                | 139 | 104 | 21.3 | .543 | .000 | .558 | 5.3 | .4  | .5  | 2.6 | 6.2 |

### Profesional
Tras no ser elegido en el Draft de la NBA de 2015, firmó con los Toronto Raptors el 23 de julio, pero fue despedido el 24 de octubre tras jugar un único partido de pretemporada. El 31 de octubre firmó con los Raptors 905 como jugador afiliado de Toronto. Jugó una temporada en la que promedió 3,9 puntos y 3,5 rebotes por partido.
El 30 de agosto de 2016 fichó por el Tadamon Zouk libanés, pero regresó a su país para fichar por los Salt Lake City Stars el 25 de noviembre.
En julio de 2018 fichó por el Aris BC procedente del también equipo griego del Kymis B.C., donde jugó una temporada en la que promedió 6,7 puntos y 5 rebotes por partido.
El 16 de julio de 2021, llega a Israel para jugar en el Hapoel Holon de la Ligat Winner.
El 10 de julio de 2022, firma por SURNE Bilbao Basket de la Liga ACB.
El 20 de noviembre de 2023, firma por el Reeder Samsunspor de la Basketbol Süper Ligi.
El 15 de febrero de 2024 firmó con el Wilki Morskie Szczecin de la Liga Polaca de Baloncesto (PLK). Durante la temporada, promedió 1.0 tapones por partido (décimo en la liga), mientras que también promedió 9,8 puntos y 5,8 rebotes en 21,9 minutos por partido con un porcentaje de tiros de campo del 59,7%.
El 25 de julio de 2024 regresó al Hapoel Holon de la Ligat ha'Al israelí.